# Boy's Life
I Boy's Life sono stati una band emo/indie rock proveniente da Kansas City (Missouri) formata nel 1993. Dopo aver pubblicato due album in studio, la band si sciolse nel 1997. Successivamente, i membri del gruppo si dedicarono ad altri progetti come i Canyon, The Farewell Bend e Lullaby for the Working Class.
La band fece parte della cosiddetta scena Midwest emo.
Brandon Butler ha inoltre pubblicato diverso materiale da solista.

## Formazione
- Brandon Butler (voce, chitarra)
- Joe Winkle (chitarra)
- John Anderson (batteria)
- John Rejba (basso)

## Discografia

### Album in studio
- 1995 – Boys Life (Crank! Records 004)
- 1996 – Departures and Landfalls (Headhunter Records 063/Cargo Records)

### Singoli
- Lister/Without Doubt 7" singolo (Synergy Records)
- Breaker Breaker + 1 7" singolo (Synergy Records)

### Split
- Boys Life/Secular Theme split 7" con Secular Theme (Flapjack Records)
- 1993 – Boys Life/Giants Chair split 7" con Giants Chair (Hit It! Recordings)
- 1994 – Boys Life/Vitreous Humor split 7" con Vitreous Humor (Crank! Records 002
- 1996 – Boys Life/Christie Front Drive split 10" EP con Christie Front Drive (Crank! Records 005